# نورمان فيلبس
نورمان فيلبس (بالإنجليزية: Norm Phelps)‏ هو كاتب أمريكي، ولد في 16 مايو 1939 في الولايات المتحدة، وتوفي في 31 ديسمبر 2014.